# پاچاکاماک
پاچاکاماک (اسپانیایی: Pachacamac‎; کچوا: Pachakamaq) یک شهر باستانی در۴۰ کیلومتری جنوب‌شرقی لیما پایتخت پرو است که در درهٔ «رود لورین» واقع شده‌است.
این شهر در حوالی سال ۲۰۰ پس از میلاد مسکونی شد و نام خود را خدای باستانی خالق زمین پاچا کاماک: ۱۸۷  می‌گیرد. این شهر که وسعتی در حدود ۶۰۰ هکتار دارد، به‌مدت ۱۳۰۰ سال
و تا زمان تهاجم اسپانیایی‌ها، از رشد و شکوفایی برخوردار بود.: ۲۳۷-۲۳۷ 

## نگارخانه

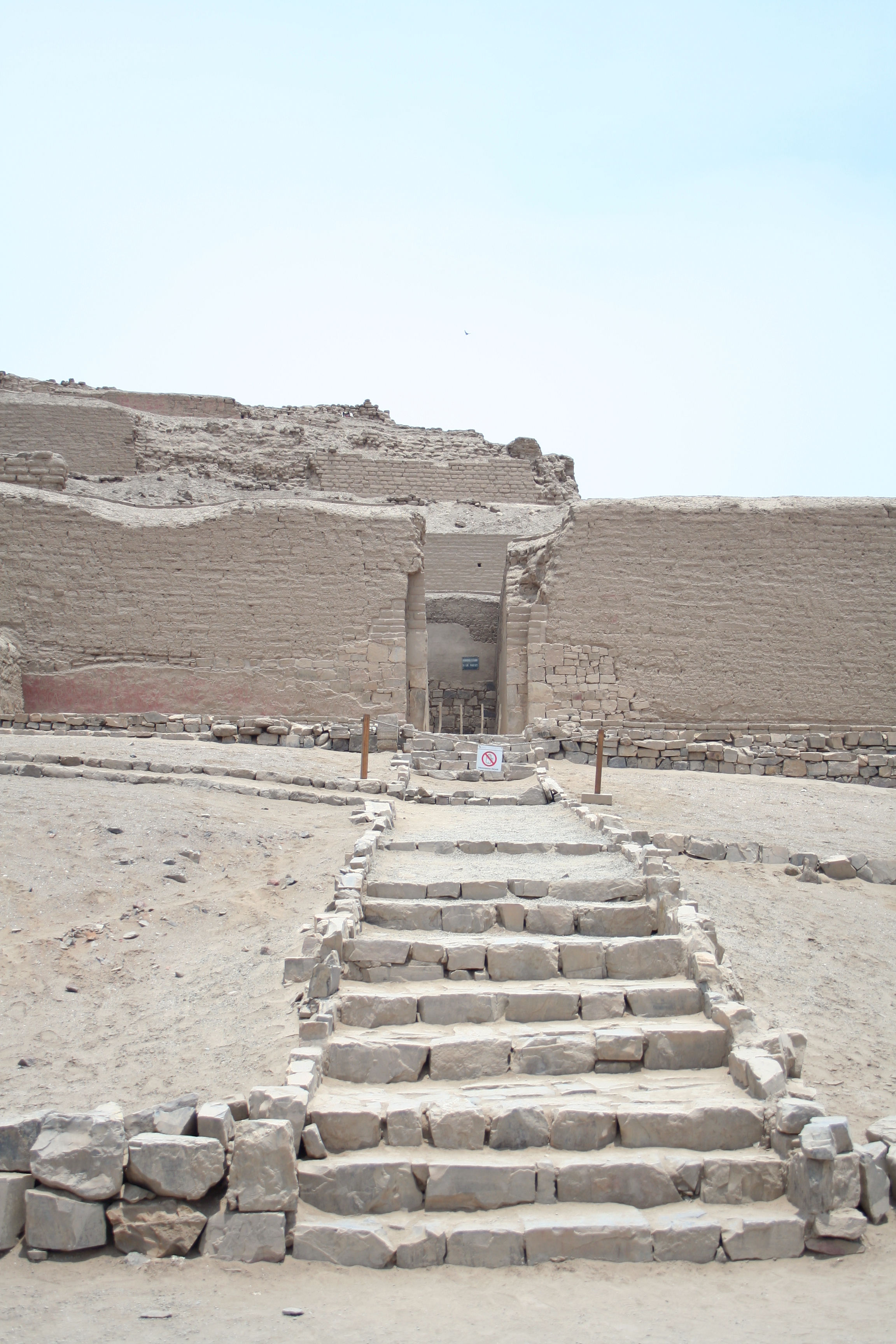
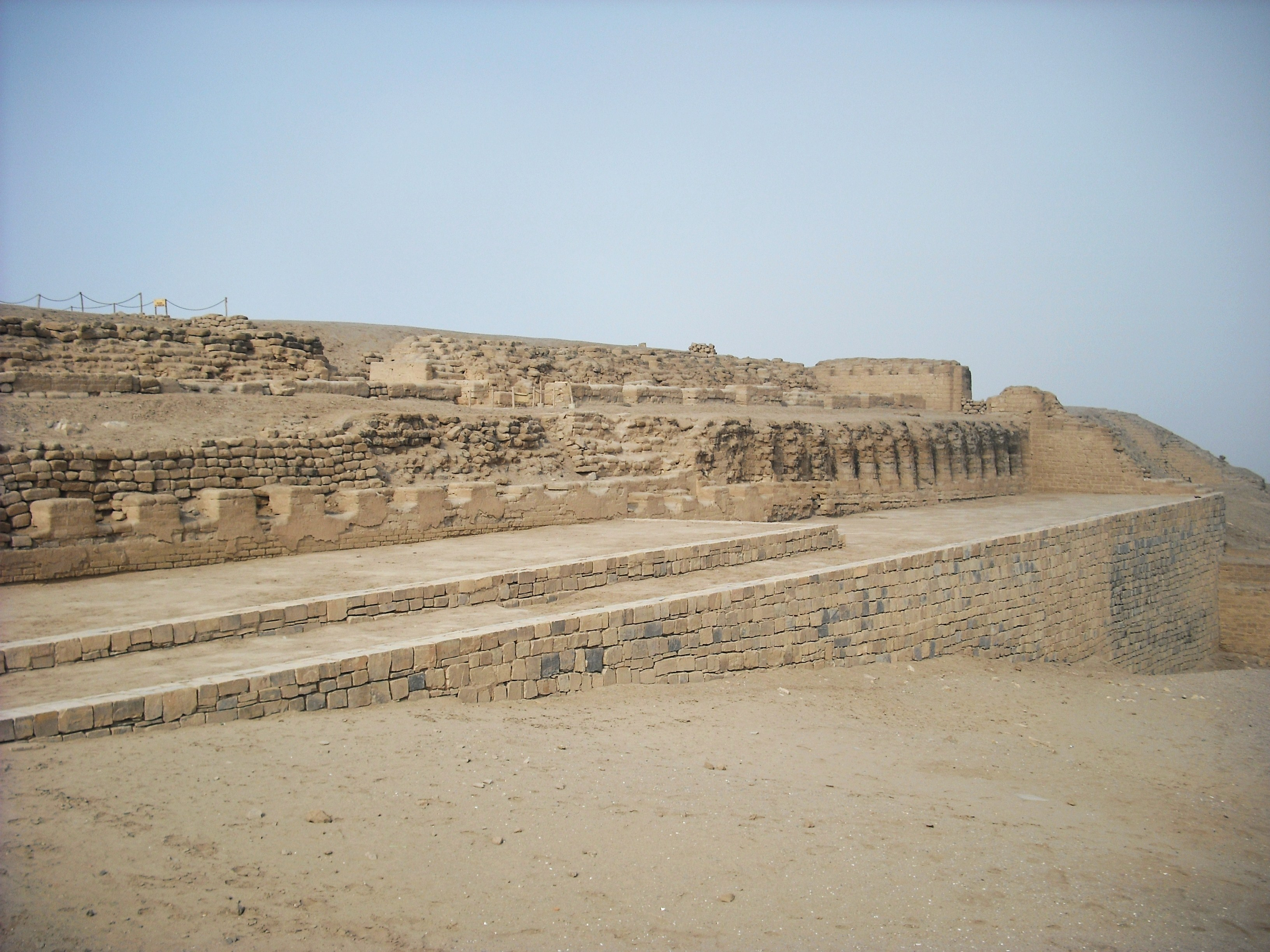
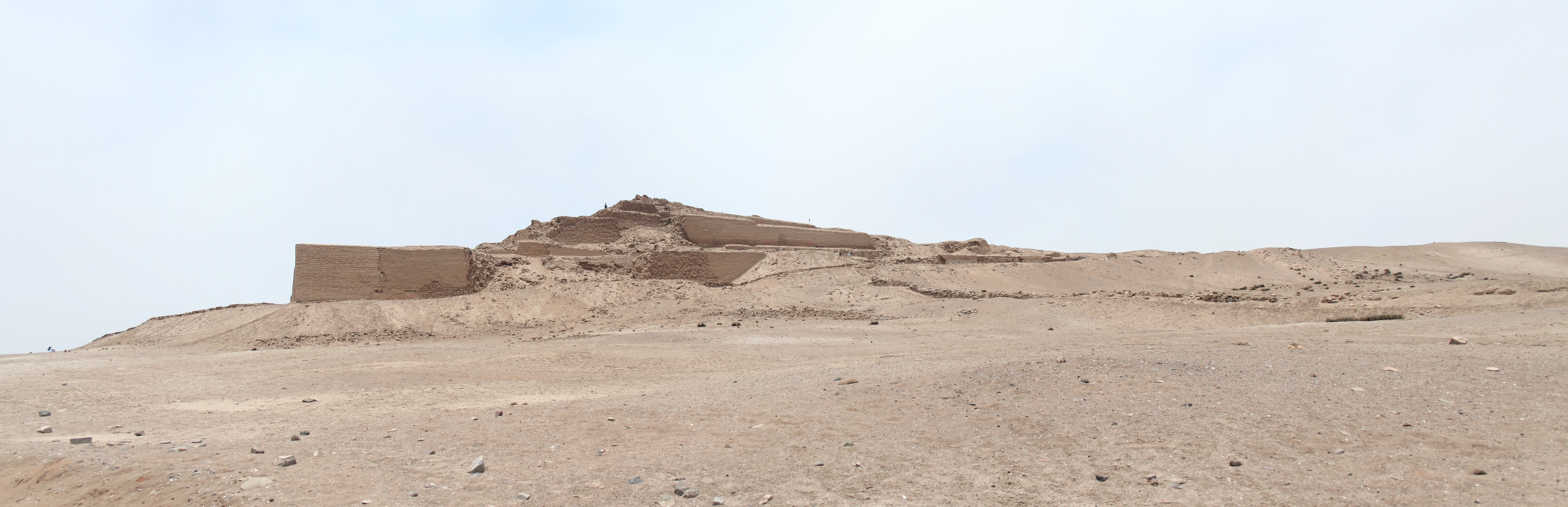
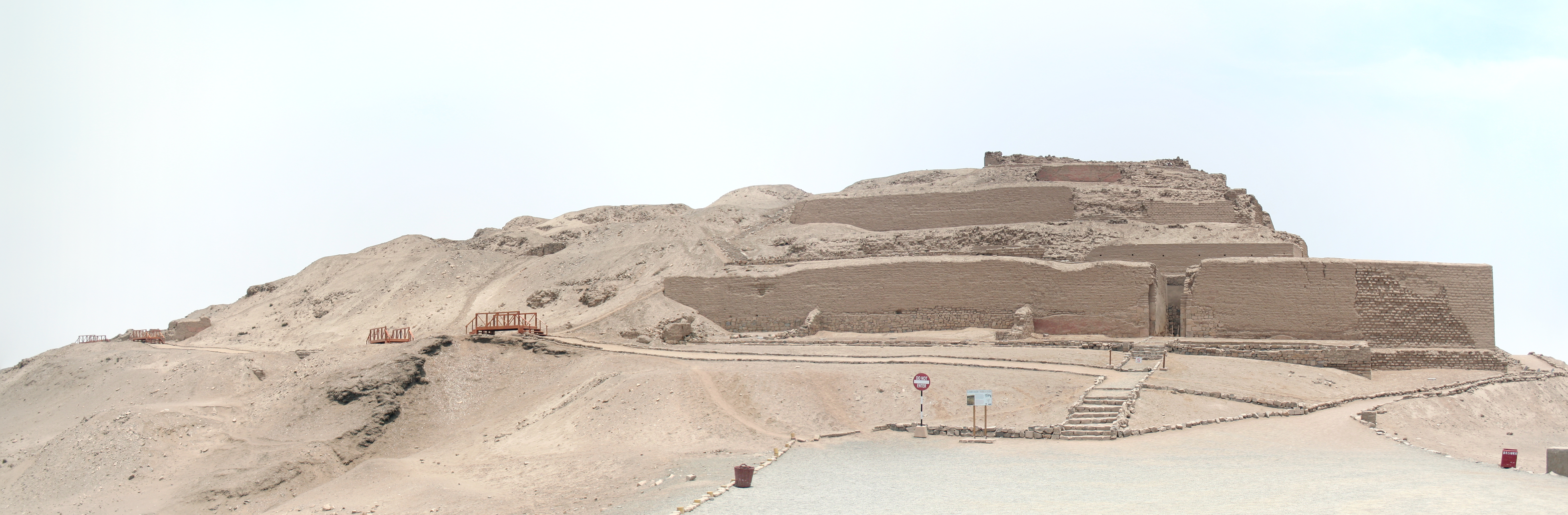
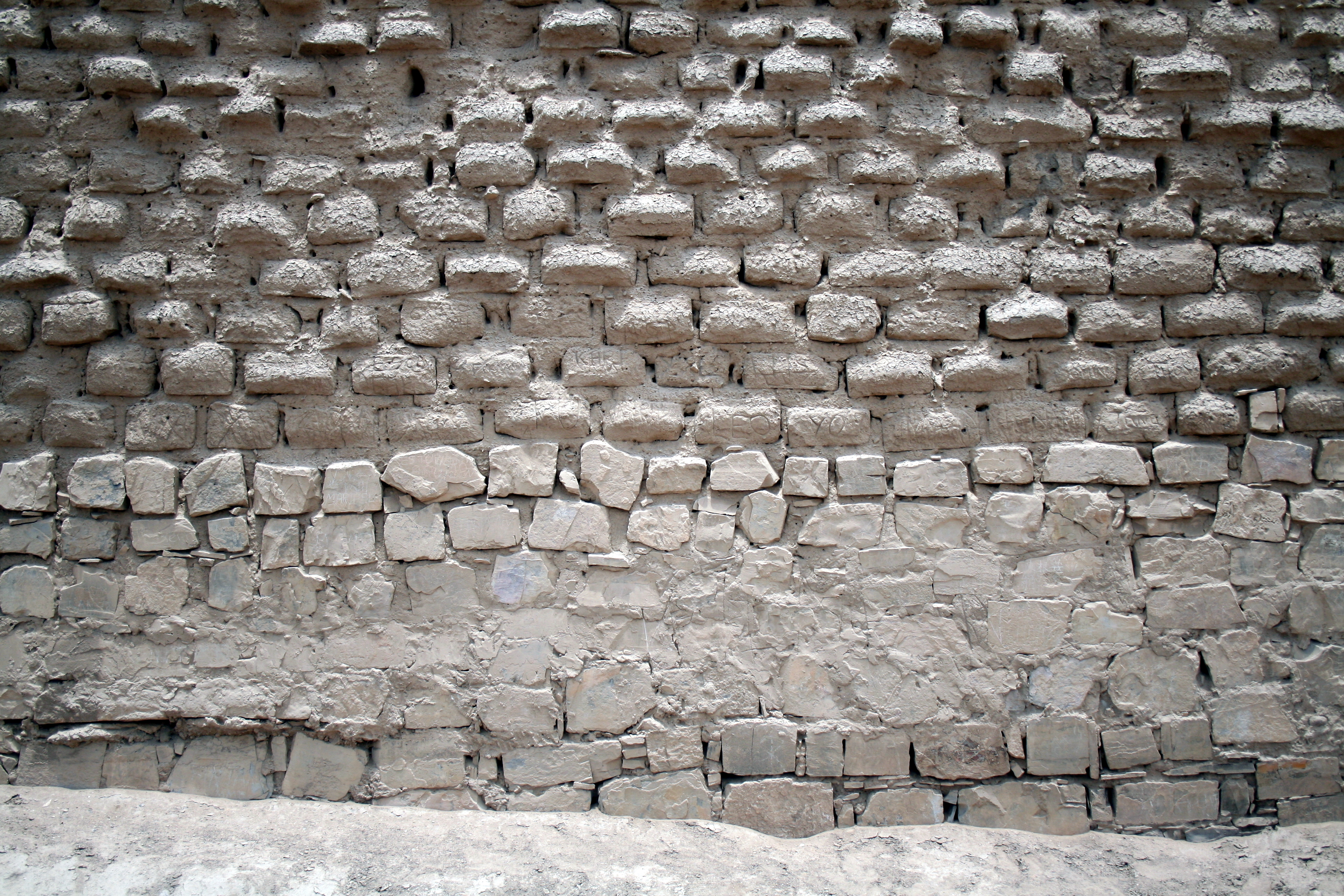
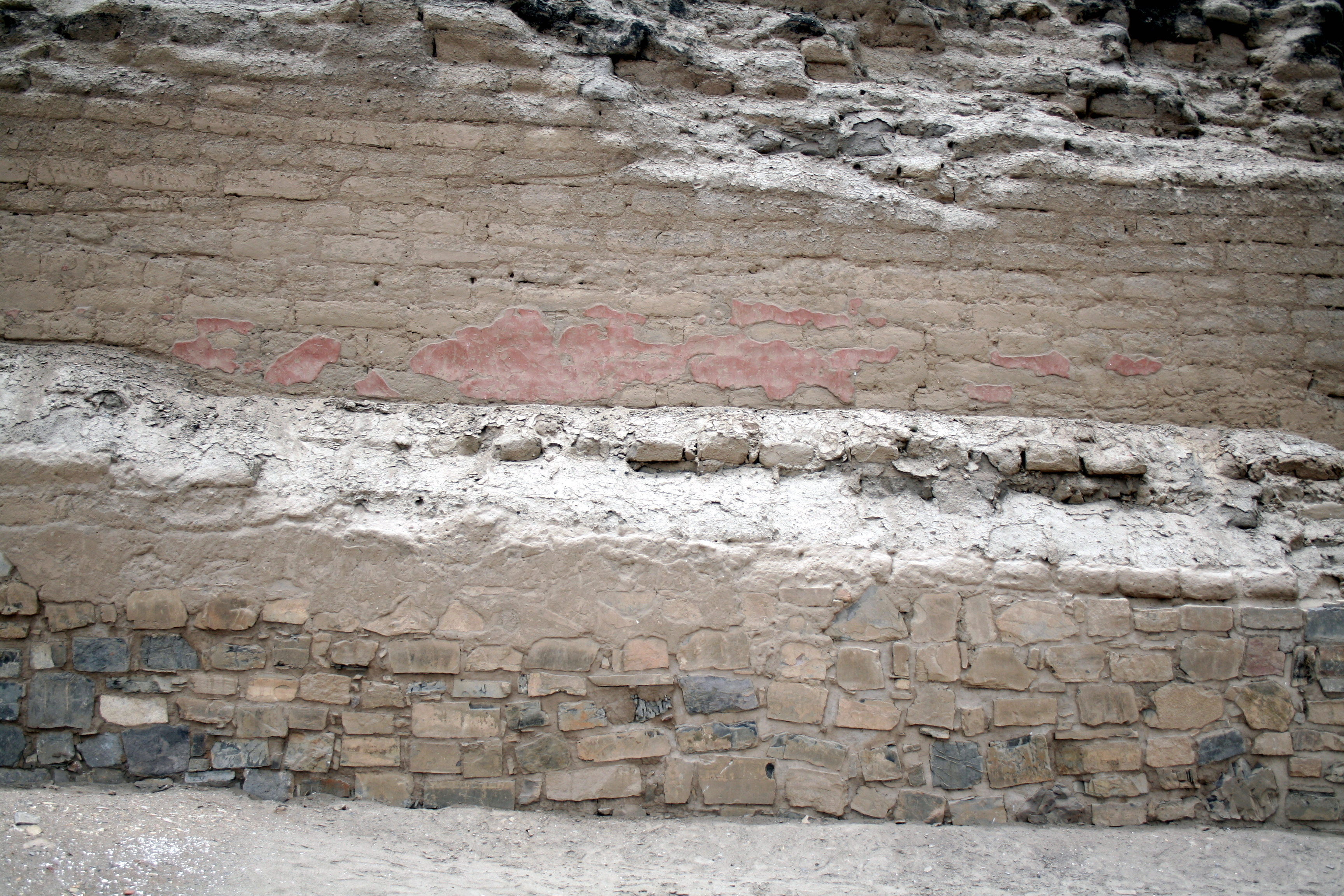